# Perideridia bolanderi
Perideridia bolanderi är en flockblommig växtart som först beskrevs av Asa Gray, och fick sitt nu gällande namn av Aven Nelson och James Francis Macbride. Perideridia bolanderi ingår i släktet Perideridia och familjen flockblommiga växter. Utöver nominatformen finns också underarten P. b. involucrata.